# سارة ويتلي
سارة ويتلي (المعروفة بلقب عائلة روبنسون قبل زواجها، 1816 – 24 أكتوبر 1888) تُعتبر أقدم امرأة ظهرت في فيلم. كانت حمات الرائد السينمائي لويس لو برينس وتم تصويرها من قبله عشرة أيام قبل وفاتها في سن ال 72.
ظهرت ويتلي في الفيلم "مشهد حديقة راوندهاي" في العام 1888 حيث ظهرت تسير أو ترقص للخلف.
كانت هي وزوجها جوزيف، الذي ظهر أيضًا في الفيلم، والدا زوجة لو برينس إليزابيث. تم تصوير الفيلم في حديقتهم في مزرعة أوكوود غرينج، راوندهاي، ليدز، في 14 أكتوبر 1888.
هي أقدم امرأة معروفة ظهرت في فيلم. أما أقدم رجل معروف ظهر في فيلم فكان البابا ليو الثالث عشر (1810–1903) الذي تم تصويره في عام 1896. كما كانت أول شخص معروف ظهر في فيلم ثم توفى.

## الوفاة
توفيت ويتلي في 24 أكتوبر 1888، وتُخلد ذكراها بنصب تذكاري في ساحة كنيسة سانت جون، راوندهاي.

## فilmography
| السنة | العنوان             | الدور | ملاحظات                          |
| ----- | ------------------- | ----- | -------------------------------- |
| 1888  | مشهد حديقة راوندهاي | نفسها | قصير                             |
| 2015  | الفيلم الأول        | نفسها | إصدار بعد الوفاة (لقطات أرشيفية) |

## الروابط الخارجية
- سارة ويتلي في قاعدة بيانات الأفلام على الإنترنت